# Paroisse de Rivière-Verte
Pour les articles homonymes, voir Rivière Verte.
La paroisse de Rivière-Verte est à la fois une paroisse civile et un ancien district de services locaux (DSL) canadien du comté de Madawaska, au nord-ouest du Nouveau-Brunswick. Dans le cadre de la réforme de la gouvernance locale du 1er janvier 2023, une partie du DSL a été fusionné à la nouvelle ville de Vallée-des-Rivières, et une autre au district rural du Nord-Ouest.

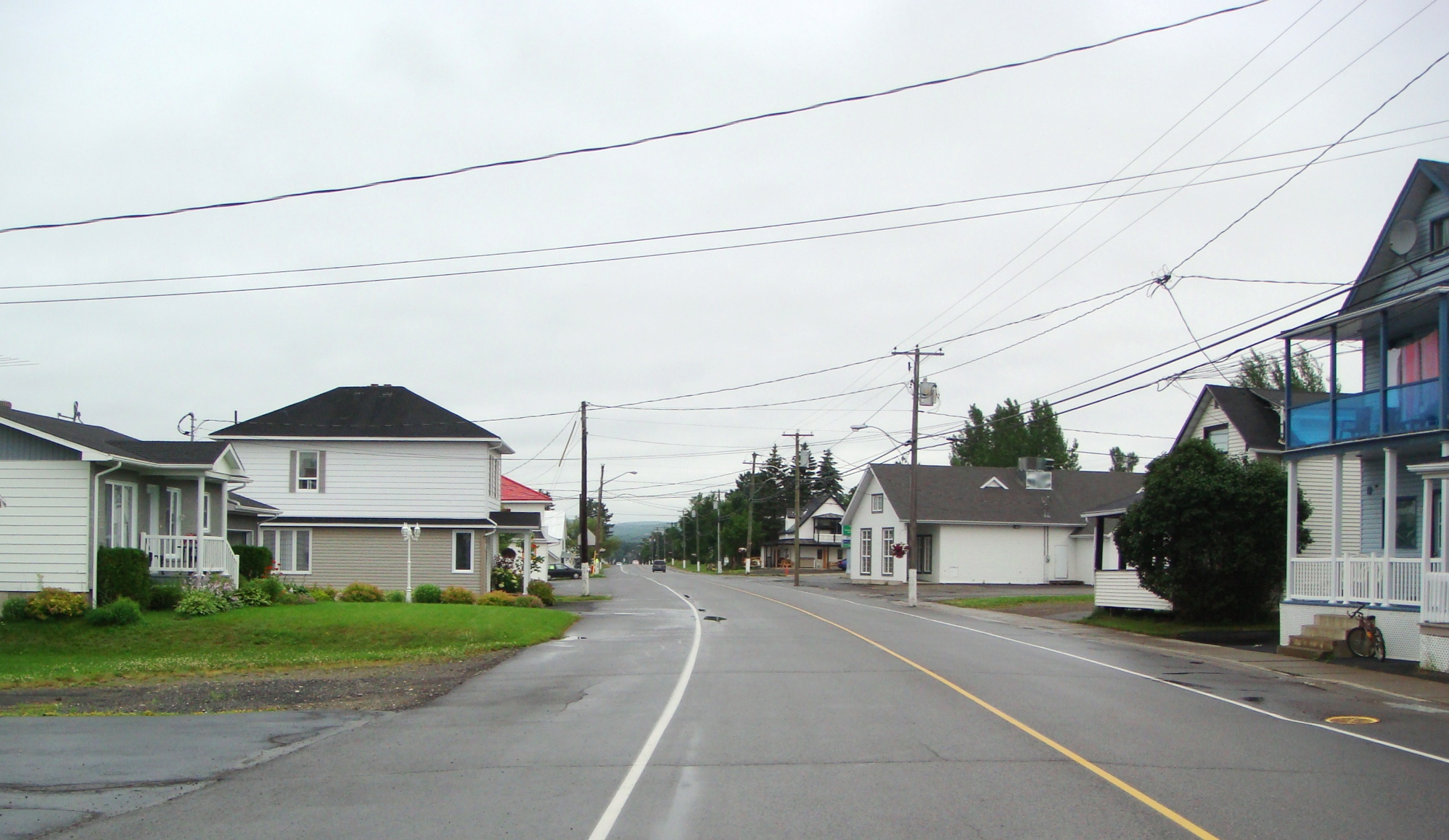
Village de Rivière-Verte

## Toponyme
La paroisse est nommée ainsi d'après sa position sur la rivière Verte, elle-même possiblement nommée d'après le contraste avec la couleur de l'eau du fleuve Saint-Jean.

## Géographie
Rivière-Verte est situé sur la rive gauche (est) du fleuve Saint-Jean.
La paroisse comprend les hameaux de Davis Mills, Montagne-des-Roy et Montagne-des-Therrien. Montagne-de-la-Croix est séparé avec la paroisse de Sainte-Anne.
La paroisse de Rivière-Verte est généralement considérée comme faisant partie de l'Acadie, quoique l'appartenance des Brayons à l'Acadie fasse l'objet d'un débat.

## Histoire
Martin Settlement, constituant désormais la partie nord de Montagne-de-la-Croix, est fondé en 1896 sous la Free Grants Act (Loi sur les concessions gratuites). La municipalité du comté de Madawaska est dissoute en 1966. La paroisse de Rivière-Verte devient un district de services locaux en 1967.

## Démographie
| 2001 | 2006 | 2011 | 2016 |
| ---- | ---- | ---- | ---- |
| 825  | 791  | 686  | 711  |

## Économie
Entreprise Madawaska, membre du Réseau Entreprise, a la responsabilité du développement économique.

## Administration

### Comité consultatif
En tant que district de services locaux, la paroisse de Rivière-Verte est en théorie administré directement par le ministère des Gouvernements locaux du Nouveau-Brunswick, secondé par un comité consultatif élu composé de cinq membres dont un président. Il n'y a actuellement aucun comité consultatif.

### Commission de services régionaux
La paroisse de Rivière-Verte fait partie de la Région 1, une commission de services régionaux (CSR) devant commencer officiellement ses activités le 1er janvier 2013. Contrairement aux municipalités, les DSL sont représentés au conseil par un nombre de représentants proportionnels à leur population et leur assiette fiscale. Ces représentants sont élus par les présidents des DSL mais sont nommés par le gouvernement s'il n'y a pas assez de présidents en fonction. Les services obligatoirement offerts par les CSR sont l'aménagement régional, l'aménagement local dans le cas des DSL, la gestion des déchets solides, la planification des mesures d'urgence ainsi que la collaboration en matière de services de police, la planification et le partage des coûts des infrastructures régionales de sport, de loisirs et de culture; d'autres services pourraient s'ajouter à cette liste.

### Représentation et tendances politiques
Nouveau-Brunswick : La paroisse de Rivière-Verte fait partie de la circonscription provinciale de Restigouche-La-Vallée, qui est représentée à l'Assemblée législative du Nouveau-Brunswick par Martine Coulombe, du Parti progressiste-conservateur. Elle fut élue en 2010.
 Canada : La paroisse de Rivière-Verte fait partie de la circonscription fédérale de Madawaska—Restigouche, qui est représentée à la Chambre des communes du Canada par Jean-Claude D'Amours, du Parti libéral. Il fut élu lors de la 38e élection générale, en 2004, puis réélu en 2006 et en 2008.

## Vivre dans la paroisse de Rivière-Verte
Le bureau de poste et le détachement de la Gendarmerie royale du Canada le plus proche est à Rivière-Verte. Le poste d'Ambulance Nouveau-Brunswick le plus proche est plutôt à Sainte-Anne-de-Madawaska. L'hôpital régional d'Edmundston dessert la région.
Les francophones bénéficient du quotidien L'Acadie nouvelle, publié à Caraquet, ainsi qu'à l'hebdomadaire L'Étoile, de Dieppe. Ils ont aussi accès aux hebdomadaires Le Madawaska et La République, d'Edmundston. Les anglophones bénéficient des quotidiens Telegraph-Journal, publié à Saint-Jean, et The Daily Gleaner, publié à Fredericton.